# Altes Pfarrhaus (Weilimdorf)

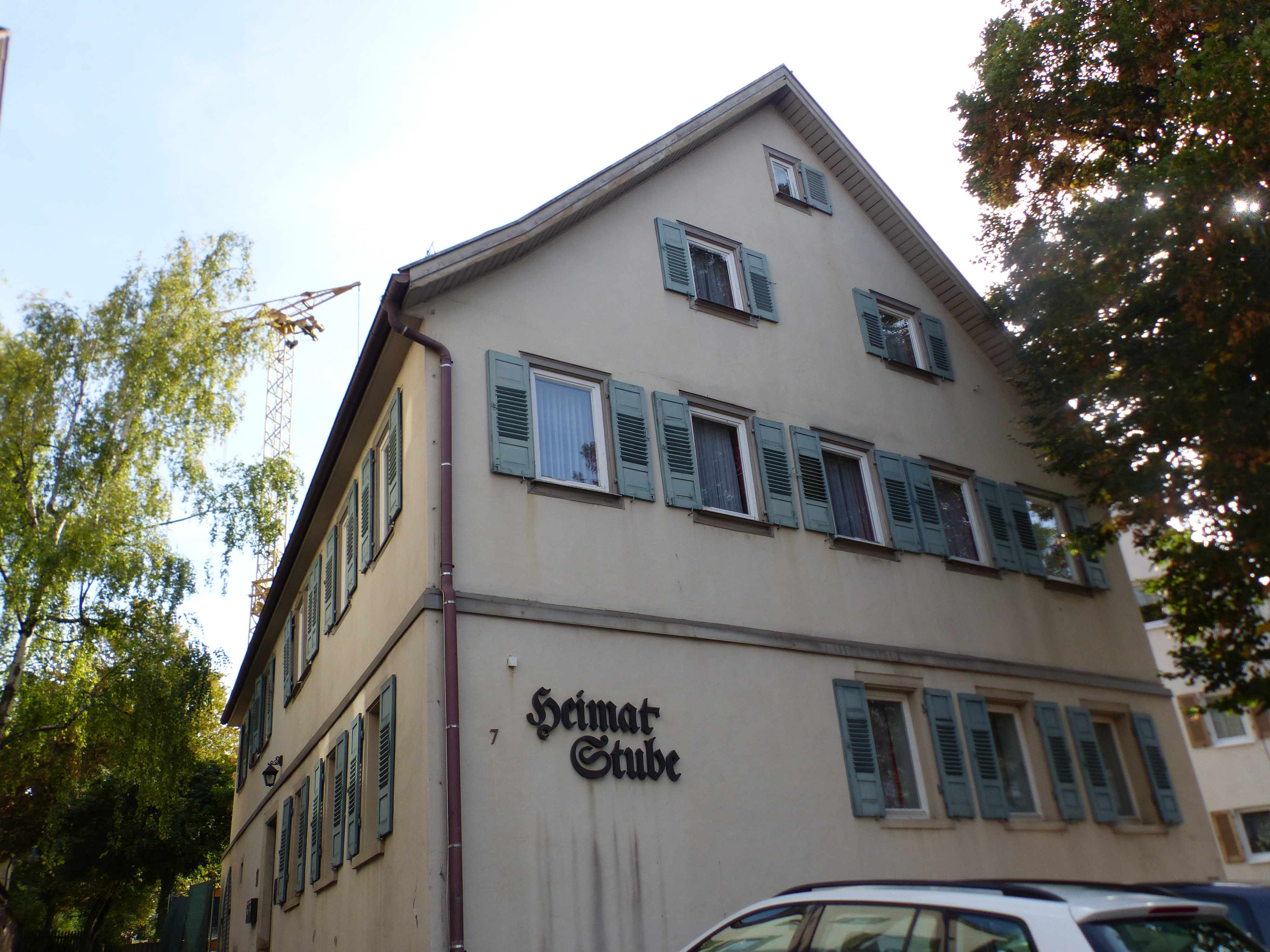
Altes Pfarrhaus Weilimdorf

Das Alte Pfarrhaus im Stuttgarter Stadtteil Weilimdorf ist ein Kulturdenkmal nach § 2 DSchG BW.

## Geschichte
Das gegenüber der Oswaldkirche gelegene zweigeschossige Gebäude wurde 1559 als Pfarrhaus errichtet und bis nach dem Zweiten Weltkrieg als solches genutzt. 1959 wurde es vom Land Baden-Württemberg an die Stadt Stuttgart veräußert und Sitz des 18. Polizeireviers. 1984 zog die Polizei aus. 1987 erfolgte die Renovierung nach Plänen des Architekten Wolfgang Schäffer. Hierbei wurden auch Details aus der Zeit der früheren Nutzung freigelegt und wiederhergestellt, darunter eine barocke Wandmalerei in Freskotechnik. Als neue Nutzer zogen die Volkshochschule, die Musikschule, Vereine und unter dem Dach die Heimatstube des Heimatkreises Weilimdorf ein.